# Codex Sturdzanus
Codex Sturdzanus este un manuscris miscelaneu de texte din secolul al XVI-lea, copiate între 1580 și 1619 de popa Grigore din Măhaci (azi Măhăceni, județul Alba, Transilvania), precum și de anonimi nord-hunedoreni. Codexul cuprinde legende apocrife, hagiografice și apocaliptice: Legenda Duminicii, Rugăciunea de scoaterea dracului, Legenda Sf. Vineri, Legenda lui Avram, precum și așa-zise texte bogomilice (Apocalipsul Apostolului Pavel, Apocalipsul Maicii Domnului, Cugetări în ora morții, Legenda Sf. Sisinie, Să neștire buru creștiru). Conține și o copie a Catehismului luteran al lui Coresi. Este un veritabil monument de limbă veche românească. A fost publicat de Bogdan Petriceicu Hasdeu în Cuvinte den bătrâni, volumul II, 1879, iar mai recent de Gheorghe Chivu. Se păstrează la Biblioteca Academiei Române din București, sub cota ms. rom. 447, conținând 124 foi.
Codex Sturdzanus a fost dăruit de Dimitrie A. Sturdza Academiei Române și pus la dispoziția lui B.P. Hasdeu, care s-a decis să-l studieze, dându-i denumirea sub care este cunoscut până azi.